# Floortje Mackaij
Floortje Mackaij (ur. 18 października 1995 w Woerden) – holenderska kolarka szosowa, złota medalistka mistrzostw świata.

## Kariera
Pierwszy sukces w karierze osiągnęła w 2013 roku, kiedy zdobyła złoty medal w indywidualnej jeździe na czas podczas szosowych mistrzostw Europy juniorów w Brnie. Dwa lata później wygrała wyścig Gandawa-Wevelgem, a w 2016 roku zajęła drugie miejsce w klasyfikacji generalnej BeNe Ladies Tour i trzecie w klasyfikacji Women's Tour de Yorkshire. Podczas szosowych mistrzostw świata w Bergen w 2017 roku razem z zespołem Team Sunweb wywalczyła złoty medal w drużynowej jeździe na czas. Na mistrzostwach Europy w Alkmaar w 2019 roku zdobyła brązowy medal w tej samej konkurencji. W 2019 roku zajęła też drugie miejsce w wyścigu Liège–Bastogne–Liège Femmes. Ponadto na mistrzostwach Europy w Trydencie w 2021 roku była trzecia w drużynowej jeździe na czas.